# Cuspidaria smirnovi
Cuspidaria smirnovi is een tweekleppigensoort uit de familie van de Cuspidariidae. De wetenschappelijke naam van de soort is voor het eerst geldig gepubliceerd in 1998 door Egorova.